# Logis de Frégeneuil
Le logis de Frégeneuil est situé sur la commune de Soyaux en Charente.

## Historique
Le fief de Frégeneuil connu depuis le XIIe siècle, appartenait au chapitre de la cathédrale d'Angoulême sous le nom de Doroma. Les Géraud en ont longtemps été les tenanciers et en 1529 le chapitre anoblit Jean Géraud. Du XVIIe au XIXe siècle le domaine fut très souvent vendu.
Il fut acheté par Charles-César Desmier, décédé dans ce château le 29 germinal an IX (19 avril 1801), époux de Marguerite de Galard de Béarn, fille de Philippe-Paul de Galard de Béarn et d'Anne d'Astelet (Hastelet).

## Architecture
Il ne reste des bâtiments les plus anciens que les ruines de l'imposante fuie ronde.
Le logis a été rebâti sur celui du XVIe siècle, au XVIIe siècle puis au XVIIIe siècle en réemployant des fenêtres, des portes et des cheminées du logis précédent. La longue façade du logis percée de neuf grandes ouvertures au rez-de-chaussée et à l'étage est centrée par un fronton triangulaire.
Les vastes dépendances qui encadrent la cour carrée sont datées 1773.
Il est inscrit monument historique depuis le 16 décembre 1996.

## Parc et jardin
Au milieu d'un bois, les jardins en terrasse dominent la vallée de l'Anguienne.